# Glen Campbell
Pour les articles homonymes, voir Campbell.
Glen Travis Campbell  est un chanteur, musicien et acteur américain de musique country, né le 22 avril 1936 à Billstown (comté de Pike dans l'Arkansas) et mort le 8 août 2017 à Nashville (Tennessee).
Il apparait dans la première adaptation de True Grit par Henry Hathaway, sorti en 1969 sous le titre français de Cent dollars pour un shérif, western américain. Il apprend la guitare avec son oncle, Boo, tout jeune encore, et joue sans savoir lire les notes. En plus de la guitare, il sait aussi jouer de la basse, du banjo et même de la cornemuse.

## Biographie
Glen Campbell forme en compagnie de son oncle Dick Bill un groupe qui se produira entre 1954-58 à Albuquerque au Nouveau-Mexique. À 18 ans, il fait une tournée aux côtés des Western Wranglers, puis des Champs. Il s'installe à Los Angeles en 1958 en tant que musicien de scène, et est de plus en plus sollicité au cours des années 1960. En 1964 et 1965, il fut entre autres musicien sur scène pour les Beach Boys. Il fit partie d'un collectif de musiciens de session et de scène appelé The Wrecking Crew, présent sur l'effet Wall of Sound de Phil Spector. 
On peut aussi entendre Glen Campbell sur l'album Pet Sounds, et le voir dans le film Le Sillage de la violence (Baby, the Rain Must Fall) aux côtés de Steve Mc Queen. Il participa à une tournée des Bee Gees.
Lors de la sortie de son album Ghost on a Canvas, il annonce que celui-ci sera le dernier, suivi d'une dernière tournée. Ceci s'explique par le fait qu'en juin 2011, il a découvert qu'il était atteint de la maladie d'Alzheimer.
Il meurt à Nashville le 8 août 2017 à l'âge de 81 ans.

## Discographie

### Albums
- Big Bluegrass Special (en) 1962
- Swingin' 12 String Guitar 1963
- Too Late to Worry, Too Blue To Cry 1963
- The Astounding 12-String Guitar 1964
- The Big Bad Rock Guitar of Glen Campbell 1964
- Mr. 12 String Guitar 1966
- Burning Bridges 1967
- Gentle on My Mind 1967
- A New Place in the Sun 1968
- By the Time I Get to Phoenix 1968
- Country Soul 1968
- Hey Little One 1968
- Wichita Lineman 1968
- Country Music Star No. 1 1969
- Galveston 1969
- Southern Nights 1977

## Collaboration
- 1972 : Faces de Shawn Phillips - Steel Guitar sur Parisien Plight II

### Quelques singles
- By the Time I Get to Phoenix (1967)
- Wichita Lineman (1968)